# Patrick Abercrombie
Sir Leslie Patrick Abercrombie (/ˈæbərkrʌmbɪ/; Ashton upon Mersey, 6 de junho de 1879 – Aston Tirrold, Berkshire (atualmente em Oxfordshire), 23 de março de 1957) foi um urbanista inglês. Educado em Uppingham School, Rutland; irmão de Lascelles Abercrombie, poeta e crítico literário. Tornou-se conhecido em 1916 com um projeto para o reordenamento de Dublin. Mais tarde, realizou projetos para outras grandes cidades, incluindo o da reconstrução de Londres depois dos bombardeios da Segunda Guerra Mundial.

## Publicações
- Patrick Abercrombie, Sydney Kelly and Arthur Kelly, Dublin of the future: the new town plan, being the scheme awarded first prize in the international competition, University Press of Liverpool, Liverpool, 1922.
- Patrick Abercrombie and John Archibald, East Kent Regional Planning Scheme Survey, Kent County Council, Maidstone, 1925.
- Patrick Abercrombie, The Preservation of Rural England, Hodder & Stoughton, Londres, 1926. The book that lead to the foundation of the CPRE.
- The Earl of Mayo, S. D. Adshead e Patrick Abercrombie, The Thames Valley from Cricklade to Staines: A survey of its existing state and some suggestions for its future preservation, University of London Press, Londres, 1929
- The Earl of Mayo, S. D. Adshead e Patrick Abercrombie, Regional Planning Report on Oxfordshire, Oxford University Press, 1931
- Patrick Abercrombie e Sydney A. Kelly, East Suffolk Regional Scheme, University of Liverpool, Liverpool and Hodder & Stoughton, Londres, 1935 (preparado para o Comitê Conjunto de Planejamento Regional de East Suffolk).
- Patrick Abercrombie (ed), The Book of the Modern House: A Panoramic Survey of Contemporary Domestic Design, Hodder & Stoughton, Londres, 1939
- J. H. Forshaw e Patrick Abercrombie, County of London Plan, Macmillan & Co. 1943.
- J. Paton Watson e Patrick Abercrombie, A Plan for Plymouth, Underhill, (Plymouth). Ltd., 1943.
- Edwin Lutyens & Patrick Abercrombie, A Plan for the City & County of Kingston upon Hull, Brown (London & Hull), 1945.
- Sir Patrick Abercrombie, John Owens & H. Anthony Mealand, A Plan for Bath, Sir Isaac Pitman (London) 1945
- Sir Patrick Abercrombie & R. H. Matthew, Clyde Valley Regional Plan, His Majesty's Stationery Office, Edinburgh, 1946.
- Patrick Abercrombie, Hong Kong Preliminary Planning Report, Government Printer, Hong Kong, 1948.
- Patrick Abercrombie e Richard Nickson, Warwick: Its preservation and redevelopment, Architectural Press, 1949.
- Sir Patrick Abercrombie, revisado por D. Rigby Childs, Town and Country Planning, Third Edition, Oxford University Press, 1959, reimpresso em 1961 e 1967.